# كرونس
كرونس (بالليتوانية: Kruonis، بالبولندية: Kronie، باليديشية: קראָן) هي بلدة صغيرة تقع في مقاطعة كاوناس وسط ليتوانيا على بعد 37 كـم (23 ميل) شرق مدينة كاوناس. بلغ عدد سكانها 661 نسمة بحسب تعداد عام 2011. وتقع محطة كرونس للتخزين الضخي (اختصاراً: KPSP) وهي الوحيدة من نوعها على مستوى دول البلطيق بالقرب من البلدة حيث تبعد مسافة 3 كـم (1.9 ميل) شماليّ كرونس.

## التاريخ
القرن العشرين
تعرض 19 شخصاً من سكان كرونس من اليهود للإعدام الجماعي إبَّان الحرب العالمية الثانية في شهر يوليو من عام 1941. وأخذ النازيون الليتوانيون بعض الرجال اليهود من البلدة باتجاه كاوناس وقُتِلوا مع آخرين من بلدة دارسونيشكيس في غابة غويوس «Gojus» بتاريخ 15 أغسطس عام 1941. وقام ورجال شرطة من بلدة باكونس ورجال من حدة رولكوماندو هامان في نهاية صيف عام 1941 بإطلاق النار على 99 امرأة وطفل وكبار في السن من اليهود من بلدات كرونس ودارسونيشكيس وباكونس في بلدة دارسونيشكيس.

## معرض الصور

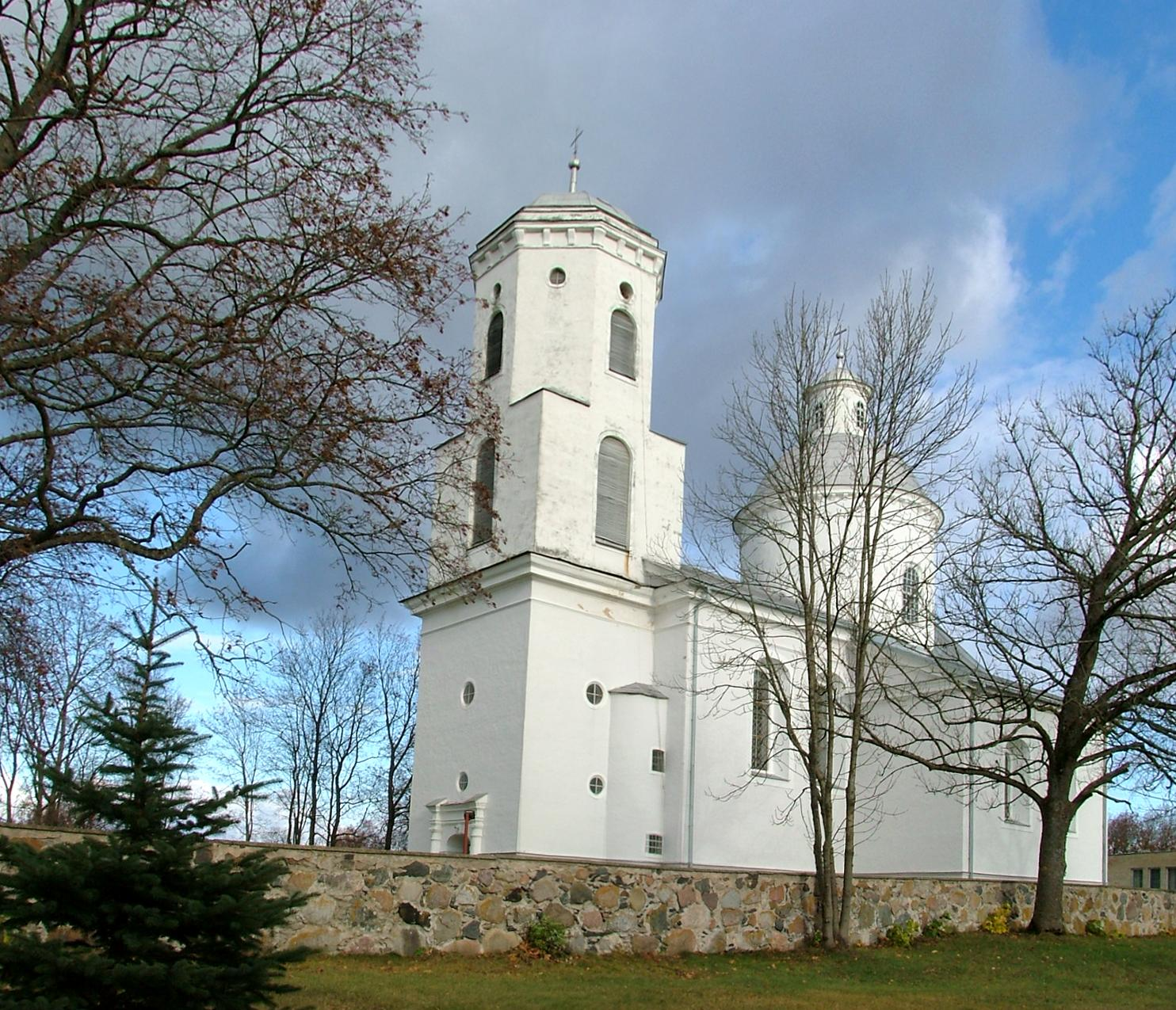
كنيسة كرونس
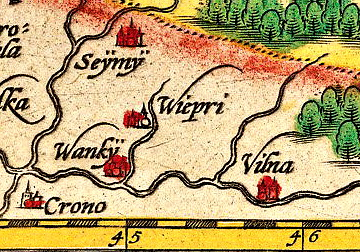
موقع كرونس على خريطة لليفونيا تعود للقرن السادس عشر